# Pauline Whittier
Pauline Whittier (n. 9 decembrie 1876, Boston, Massachusetts, SUA – d. 3 martie 1946, New York City, New York, SUA) a fost o sportivă ce a reprezentat Statele Unite ale Americii, medaliată olimpică. A participat la o ediție a Jocurilor Olimpice (1900) în care a câștigat o medalie de argint.

## Participări
Lista de mai jos prezintă principalele competiții la care a participat Pauline Whittier de-a lungul carierei.
- golf at the 1900 Summer Olympics – women's individual[*]